# جون ماكفيرسون (سياسي كندي)
جون ماكفيرسون هو سياسي كندي، ولد في 28 ديسمبر 1855، وتوفي في 26 ديسمبر 1944. انتخب عضو الجمعية التشريعية ألبرتا.